# Фрост (Техас)
Фрост (англ. Frost) — місто (англ. city) в США, в окрузі Наварро штату Техас. Населення — 620 осіб (2020).

## Географія
Фрост розташований за координатами 32°4′45″ пн. ш. 96°48′31″ зх. д. / 32.07917° пн. ш. 96.80861° зх. д. (32.079251, -96.808597).  За даними Бюро перепису населення США в 2010 році місто мало площу 2,94 км², з яких 2,93 км² — суходіл та 0,01 км² — водойми.

## Демографія
Згідно з переписом 2010 року, у місті мешкали 643 особи в 220 домогосподарствах у складі 164 родин. Густота населення становила 219 осіб/км².  Було 260 помешкань (88/км²).
Расовий склад населення:
| - 79,5 % — білих - 6,4 % — чорних або афроамериканців - 0,8 % — корінних американців - 0,2 % — азіатів - 12,3 % — осіб інших рас |

До двох чи більше рас належало 0,9 %. Частка іспаномовних становила 22,4 % від усіх жителів.
За віковим діапазоном населення розподілялося таким чином: 29,7 % — особи молодші 18 років, 59,4 % — особи у віці 18—64 років, 10,9 % — особи у віці 65 років та старші. Медіана віку мешканця становила 35,8 року. На 100 осіб жіночої статі у місті припадало 111,5 чоловіків;  на 100 жінок у віці від 18 років та старших — 100,0 чоловіків також старших 18 років.
Середній дохід на одне домашнє господарство  становив 63 755 доларів США (медіана — 34 821), а середній дохід на одну сім'ю — 62 346 доларів (медіана — 41 250). Медіана доходів становила 41 000 доларів для чоловіків та 24 583 долари для жінок. За межею бідності перебувало 27,8 % осіб, у тому числі 46,5 % дітей у віці до 18 років та 6,1 % осіб у віці 65 років та старших.
Цивільне працевлаштоване населення становило 273 особи. Основні галузі зайнятості: освіта, охорона здоров'я та соціальна допомога — 28,9 %, будівництво — 15,0 %, роздрібна торгівля — 9,5 %, виробництво — 8,8 %.